# Клименко Юрій Аркадійович
Юрій Аркадійович Клименко (27 липня 1969, Боярка, Київська область) — український дипломат. Постійний представник України при Відділенні ООН та інших міжнародних організаціях у Женеві (2013—2021). Надзвичайний і Повноважний Посол України в Аргентині (з 2022) та Уругваї і Парагваї (з 2025) за сумісництвом.

## Біографія
Народився 27 липня 1969 року в місті Боярка на Київщині. Закінчив Київський національний університет ім Т.Шевченка, романо-германський (1992) та юридичний (1999) факультети. У 1997 році Женевський центр політики у галузі безпеки. Кандидат політичних наук. Вільно володіє англійською, іспанською, російською мовами, а також французькою (на робочому рівні).
У 1992—1996 рр. — працював в Управлінні контролю над озброєннями та військово-технічного співробітництва (УКОВТС) МЗС України.
У 1996—1998 рр. — обіймав посаду помічника заступника Міністра закордонних справ України.
У 1998—2000 рр. — працював в Посольствах України в державах Бенілюкс.
У 2000—2003 рр. — працював в Посольстві України в США.
У 2003—2004 рр. — заступник начальника Управління контролю над озброєнням та військово-технічним співробітництвом (УКОВТС).
У 2004—2005 рр. — начальник IV Територіального управління (Західна півкуля) МЗС України.
У 2005—2006 рр. — обіймав посаду Генерального консула України в Салоніках (Грецька Республіка).
У 2006—2010 рр. — Генеральний консул України в Барселоні (Іспанія).
У 2010—2011 рр. — заступник Керівника Головного управління міжнародних відносин — керівник управління двостороннього співробітництва Адміністрації Президента України.
У 2011—2013 рр. — перший заступник Керівника Головного управління з питань міжнародних відносин Адміністрації Президента України.
З 11 жовтня 2013 до 6 квітня 2021 року — Постійний представник України при Відділенні ООН та інших міжнародних організаціях у Женеві.
З 8 лютого 2022 року до 26 грудня 2022 року — Спеціальний представник України з питань придністровського врегулювання.
З 26 грудня 2022 року — Надзвичайний і Повноважний Посол України в Аргентині.
З 7 лютого 2025 року — Надзвичайний і Повноважний Посол України в Східній Республіці Уругвай за сумісництвом.
З 7 квітня 2025 року — Надзвичайний і Повноважний Посол України в Республіці Парагвай за сумісництвом.

## Дипломатичний ранг
- Надзвичайний і Повноважний Посол України (24 серпня 2012)[11].